# 西班牙天主教教区列表

西班牙天主教教區分布圖。圖中標示深色者為總教區。

天主教在西班牙共设有14个教省，每个教省设一名总主教，下设70个教区或总教区，由主教或总主教管理。

## 巴塞罗那教省

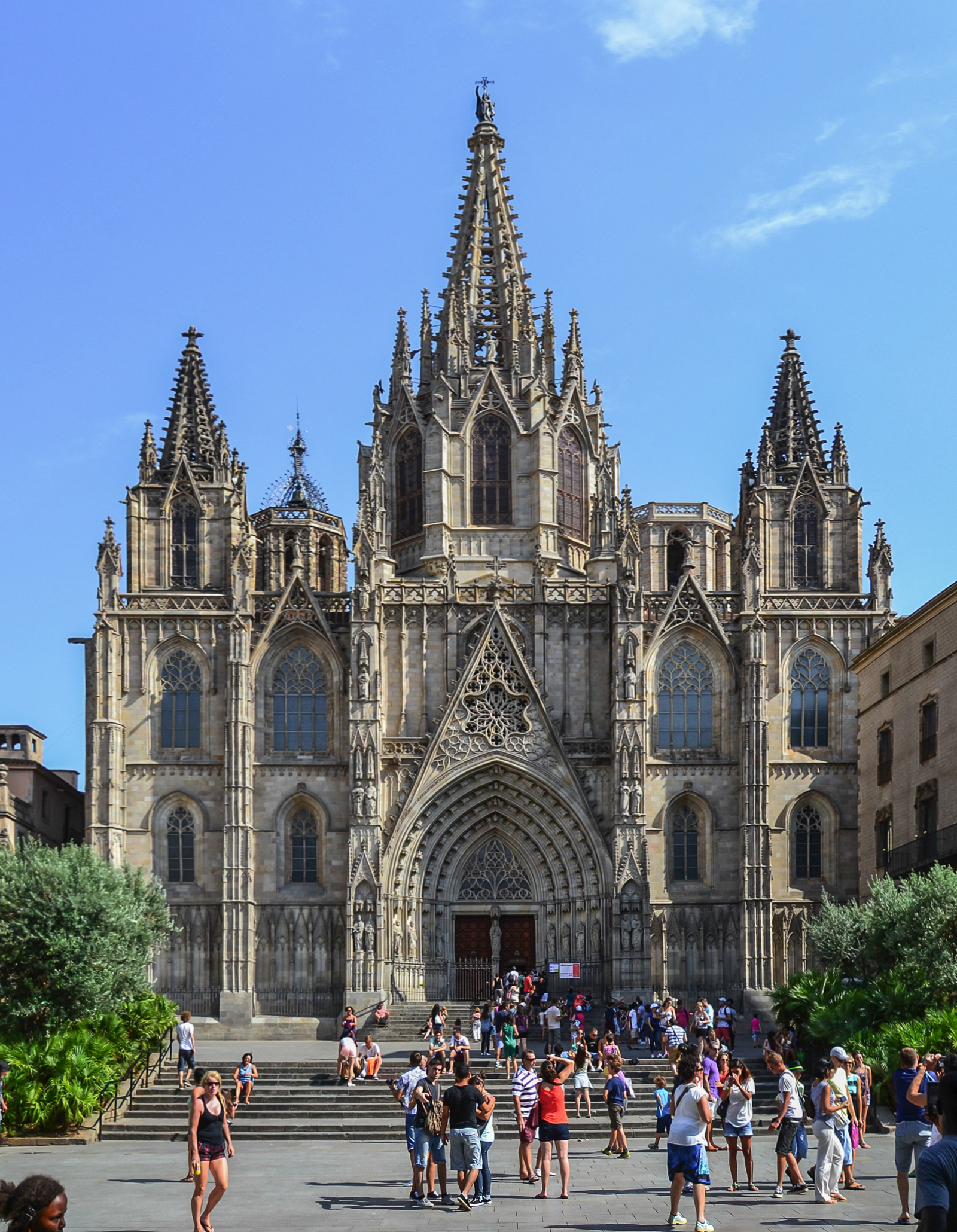
巴塞罗那圣 Eulalia主教座堂

- 天主教巴塞罗那总教区
  - 天主教圣费利乌-德略夫雷加特教区
  - 天主教塔拉萨教区

## 布尔戈斯教省
- 天主教布尔戈斯总教区
  - 天主教毕尔巴鄂教区
  - 天主教奥斯马-索里亚教区
  - 天主教帕伦西亚教区
  - 天主教维多利亚教区

## 格拉纳达教省
- 天主教格拉纳达总教区
  - 天主教阿尔梅里亚教区
  - 天主教卡塔赫纳教区
  - 天主教瓜迪克斯教区
  - 天主教哈恩教区
  - 天主教马拉加教区

## 马德里教省

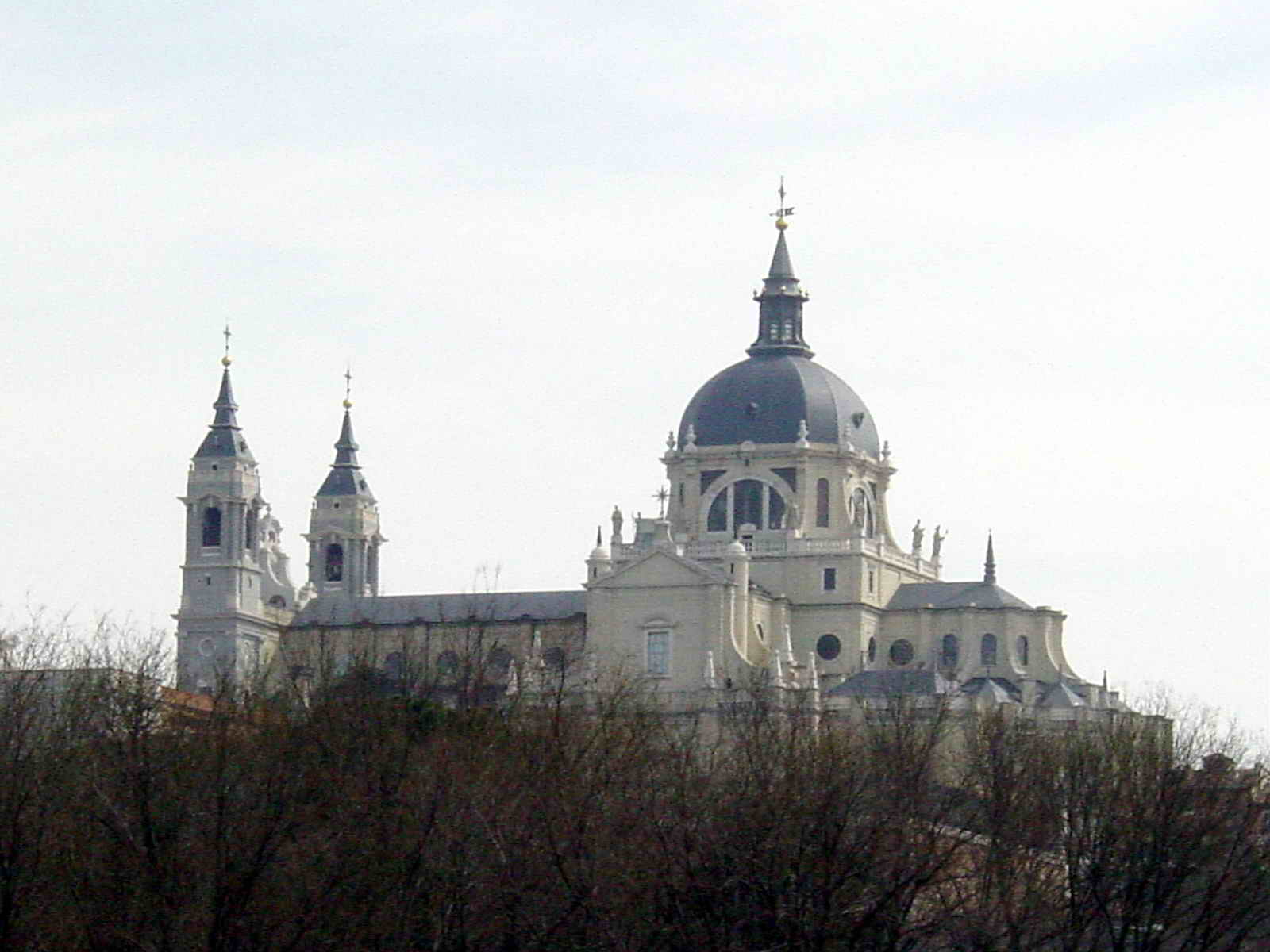
馬德里阿穆德納聖母主教座堂

- 天主教马德里总教区
  - 天主教埃纳雷斯堡教区
  - 天主教赫塔費教區

## 梅里达-巴达霍斯教省
- 天主教梅里达-巴达霍斯总教区
  - 天主教科里亚-卡塞雷斯教区
  - 天主教普拉森西亚教区

## 奥维耶多教省
- 天主教奥维耶多总教区
  - 天主教阿斯托加教区
  - 天主教莱昂教区
  - 天主教桑坦德教区

## 潘普洛纳教省
- 天主教潘普洛纳暨图德纳总教区
  - 天主教卡拉奧拉暨拉卡爾薩達-洛格羅尼奧教區
  - 天主教哈卡教区
  - 天主教圣塞瓦斯蒂安教区

## 圣地亚哥-德孔波斯特拉教省

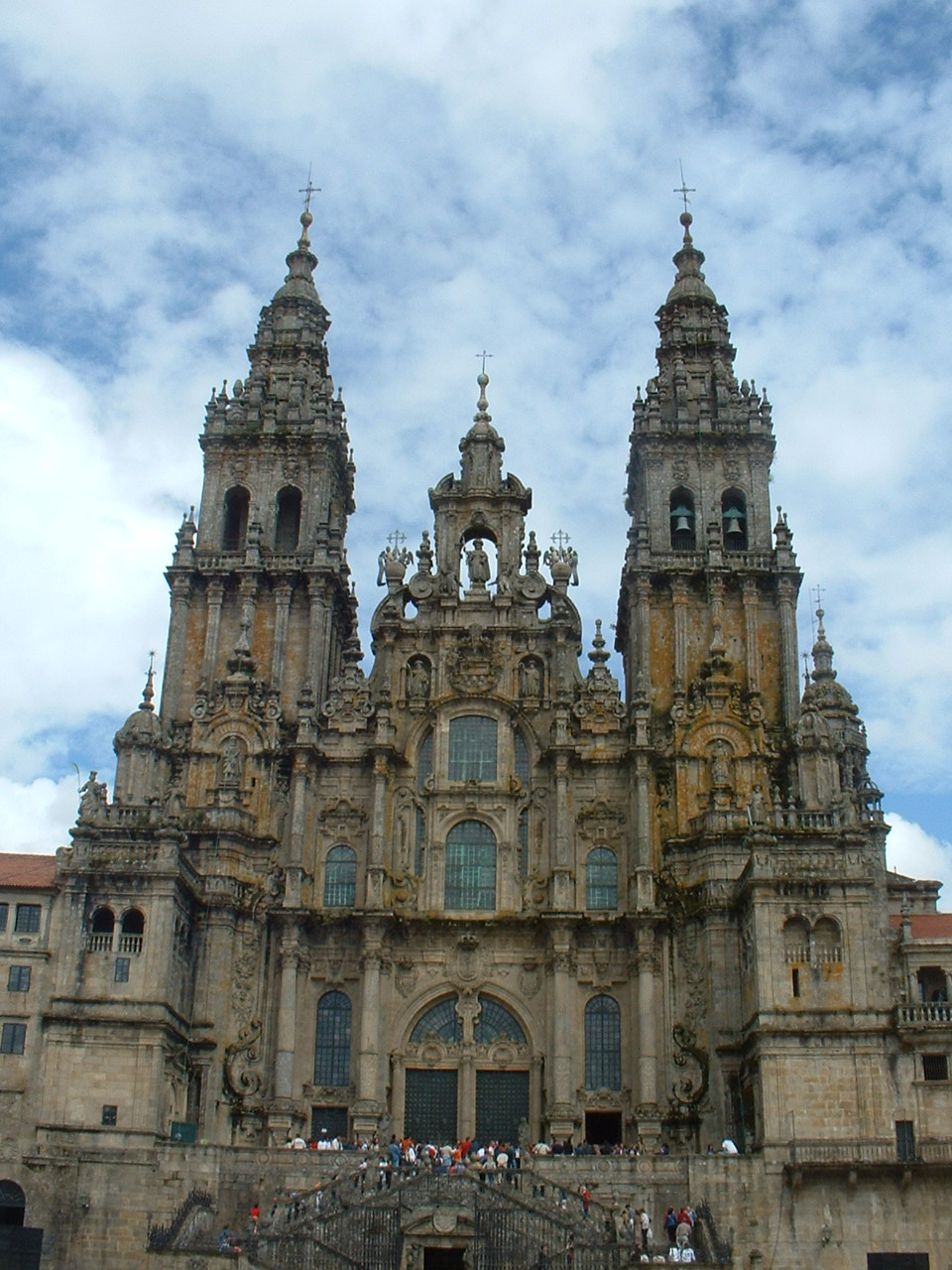
圣地亚哥-德孔波斯特拉主教座堂

- 天主教圣地亚哥-德孔波斯特拉总教区
  - 天主教卢戈教区
  - 天主教蒙多涅多-费罗尔教区
  - 天主教奥伦塞教区
  - 天主教图伊-维哥教区

## 塞维利亚教省

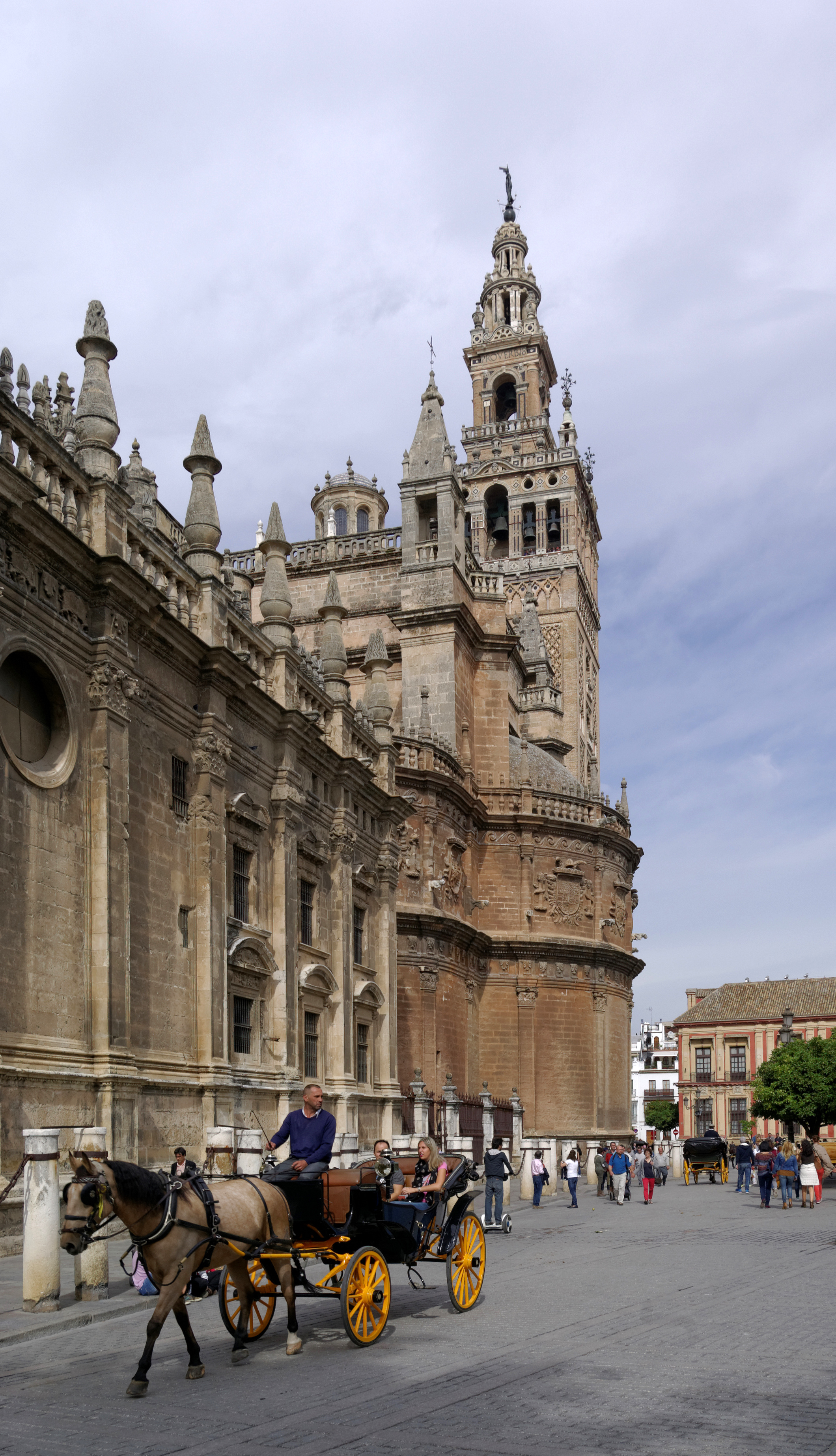
塞维利亚主教座堂

- 天主教塞维利亚总教区
  - 天主教加的斯暨休达教区
  - 天主教加那利群岛教区
  - 天主教科尔多瓦教区
  - 天主教韦尔瓦教区
  - 天主教赫雷斯德拉弗龙特拉教区
  - 天主教圣克里斯托瓦尔-德拉拉古纳教区

## 塔拉戈纳教省
- 天主教塔拉戈纳总教区
  - 天主教赫罗纳教区
  - 天主教莱里达教区
  - 天主教索尔索纳教区
  - 天主教托尔托萨教区
  - 天主教烏赫爾教區
  - 天主教比克教區

## 托莱多教省

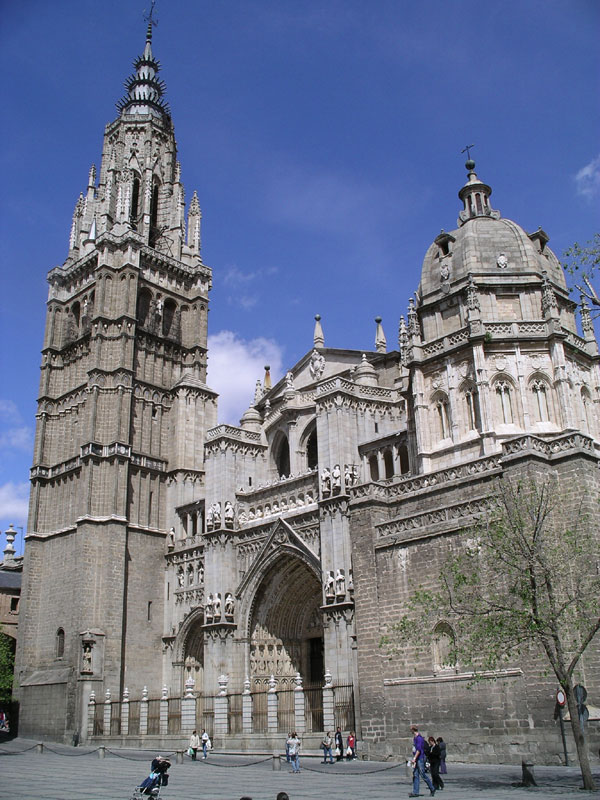
托莱多主教座堂

- 天主教托莱多总教区
  - 天主教阿尔瓦塞特教区
  - 天主教雷阿尔城教区
  - 天主教昆卡教区
  - 天主教锡古恩萨-瓜达拉哈拉教区

## 巴伦西亚教省
- 天主教巴伦西亚总教区
  - 天主教伊维萨教区
  - 天主教马略卡教区
  - 天主教梅诺卡教区
  - 天主教奧里韋拉-阿利坎特教區
  - 天主教塞戈爾韋-卡斯特利翁教區

## 巴利亚多利德教省
- 天主教巴利亚多利德总教区
  - 天主教阿维拉教区
  - 天主教罗德里戈城教区
  - 天主教萨拉曼卡教区
  - 天主教塞哥维亚教区
  - 天主教萨莫拉教区

## 萨拉戈萨教省
- 天主教萨拉戈萨总教区
  - 天主教巴瓦斯特罗-蒙松教区
  - 天主教韦斯卡教区
  - 天主教塔拉索纳教区
  - 天主教特鲁埃尔暨阿尔瓦拉辛教区